# Creagrutus ortegai
Creagrutus ortegai är en fiskart som beskrevs av Richard P. Vari och Anthony S. Harold 2001. Creagrutus ortegai ingår i släktet Creagrutus och familjen Characidae. Inga underarter finns listade i Catalogue of Life.